# Placobdella nuchalis
Placobdella nuchalis är en ringmaskart som först beskrevs av Sawyer och Shelley 1976.  Placobdella nuchalis ingår i släktet Placobdella och familjen broskiglar. Inga underarter finns listade i Catalogue of Life.